# Másodfokú függvény

A másodfokú függvény, más néven kvadratikus függvény vagy másodfokú polinom egy olyan matematikai függvény, amelynek legmagasabb hatványú tagja másodfokú.
A másodfokú függvény grafikonja általában egy parabola, melynek tengelye párhuzamos az y tengellyel. Alakja attól függ, hogy a függvény milyen előjelű másodfokú taggal rendelkezik. Ha a másodfokú tag előjele pozitív, akkor a parabola lefelé nyitva van, ha pedig negatív, akkor felfelé nyitva van.

## Általános tudnivalók
Az egyváltozós másodfokú függvény általános alakja :{\displaystyle f(x)=ax^{2}+bx+c,\quad a\neq 0}. Adva lehet {\displaystyle f(x)=a(x-r_{1})(x-r_{2})\,\!} tényezős alakban, ahol r1 és r2 a függvény gyökei, vagy {\displaystyle f(x)=a(x-h)^{2}+k\,\!} csúcsponti formában, ahol h és k a csúcspont x és y koordinátái. Az általános alakról a tényezős alakra a megfelelő egyenlet megoldásával, a csúcsponti formára kiemeléssel és teljes négyzetté alakítással lehet áttérni.
Másodfokú egyenletek és főleg másodfokú egyenlőtlenségek megoldása során gyakran fordulnak elő a másodfokú algebrai kifejezésekhez (pl. másodfokú polinomokhoz) tartozó függvények definíciói és alaptulajdonságai.
Egy {\displaystyle ax^{2}+bx+c=0} alakú másodfokú egyenlet gyökeinek meghatározásához két utat lehet végigjárni: meg lehet oldani az egyenletet grafikus és numerikus úton is.
Grafikus megoldás során felírjuk az egyenletben szereplő másodfokú polinomot, mint függvényt:
{\displaystyle f(x)=ax^{2}+bx+c}, {\displaystyle a\neq 0}
melyet teljes négyzetté alakítás után egyszerűen ábrázolhatunk:

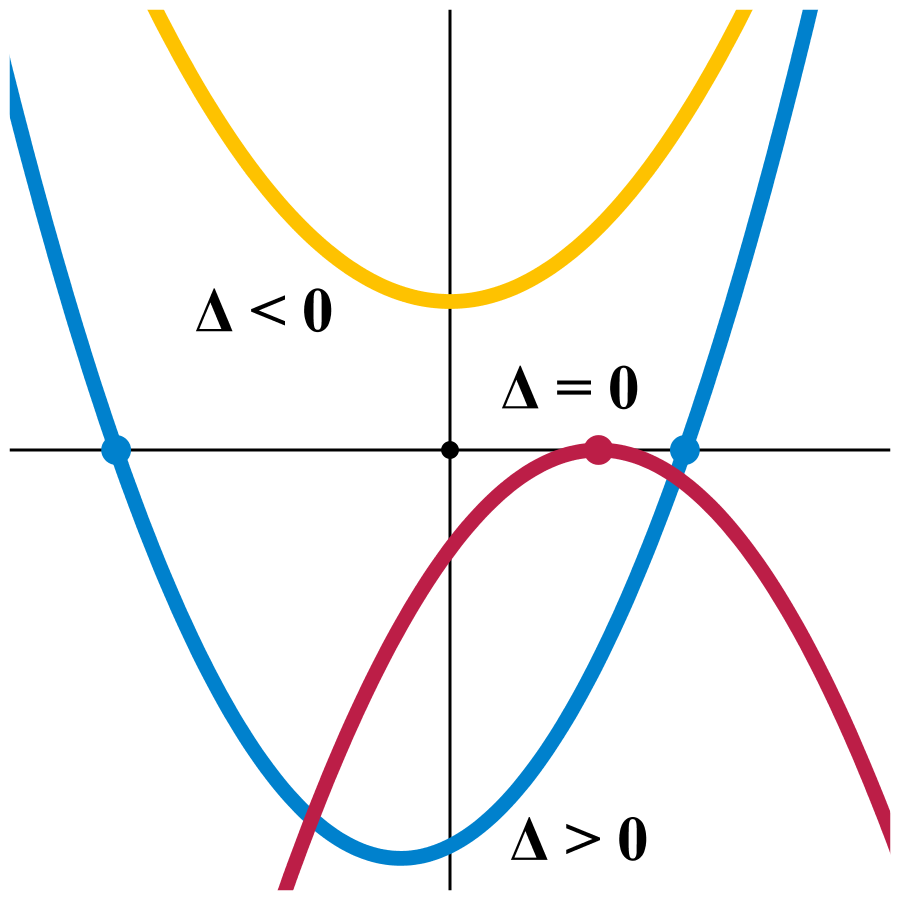
Különböző diszkriminánsú másodfokú függvények (itt Δ jelöli a diszkriminánst):
■ <0: x²+^{1}⁄_{2}
■ =0: −^{4}⁄_{3}x²+^{4}⁄_{3}x−^{1}⁄_{3}
■ >0: ³⁄_{2}x²+^{1}⁄_{2}x−^{4}⁄_{3}

{\displaystyle f(x)=(dx+e)^{2}+f}.

### Zérushelyek száma
Az ábrázolást követően észrevehető, hogy a függvénynek van-e zérushelye (azaz metszéspontja az abszcissza tengellyel). Amennyiben a zérushelyek egyértelműen leolvashatók, akkor a gyököket már meg is kaptuk, ha azonban nem látható a pontos zérushely, akkor kénytelenek vagyunk az egyenletet numerikus úton is megoldani. A zérushelyek száma a másodfokú függvény zérusra redukált másodfokú egyenletének diszkriminánsából ({\displaystyle D}) következik ({\displaystyle D=b^{2}-4ac}):
- ha {\displaystyle D>0}, akkor 2 zérushelye van a függvénynek és 2 valós gyöke van a belőle felállítható egyenletnek;
- ha {\displaystyle D=0}, akkor 1 zérushelye van a másodfokú függvénynek (mert grafikonja csak érinti az abszcissza tengelyt) és ezzel egyidejűleg 1 valós gyöke van a függvényből felállítható egyenletnek;
- ha {\displaystyle D<0}, akkor nincs zérushelye a függvénynek, mert nem metszi és nem érinti az x tengelyt, ezért nincs valós gyöke az egyenletnek.

## Grafikon

Az {\displaystyle y=ax^{2}+bx+c} standard formájú másodfokú függvény parabolája:
- Ha a > 0, akkor a parabola felfelé nyitott, a függvény konvex
- Ha a < 0, akkor a parabola lefelé nyitott, a függvény konkáv

Az a főegyüttható kapcsolódik a parabola paraméteréhez: a nagyobb abszolútértékű a meredekebbé teszi a parabolát. Azonban, mivel a grafikon nem egyenes, azért ez nem meredekség, azt a derivált adja meg: {\displaystyle y=2ax+b}.
A szimmetriatengelyt a b és az a együtthatók határozzák meg. Ennek helye megegyezik a csúcspont x koordinátájával és a csúcsponti alak h paraméterével:
{\displaystyle x=-{\frac {b}{2a}}.}
A c konstans tag az y tengelymetszet magassága.

### Csúcspont
A parabola csúcspontja az a pont, ahol a parabola monotonitást vált: csökkenőből növekvővé, vagy növekedőből csökkenővé fordul. A csúcspont a másodfokú függvény szélsőértékhelye, illetve szélsőértéke. Ha a < 0, akkor maximum, ha a > 0, akkor minimum. Koordinátái a csúcsponti egyenletből olvashatók le::
(h, k).
Az {\displaystyle f(x)=ax^{2}+bx+c\,\!} standard formából a (h, k) koordináták a főegyüttható kiemelésével és teljes négyzetté kiegészítésével a következő formára hozható:
{\displaystyle {\begin{aligned}f(x)&=ax^{2}+bx+c\\&=a(x-h)^{2}+k\\&=a\left(x-{\frac {-b}{2a}}\right)^{2}+\left(c-{\frac {b^{2}}{4a}}\right),\\\end{aligned}}}
Tehát a (h, k) csúcspont a standard formából kapható, mint:
{\displaystyle \left(-{\frac {b}{2a}},c-{\frac {b^{2}}{4a}}\right).}
Az {\displaystyle f(x)=a(x-r_{1})(x-r_{2})\,\!} tényezős alakból a csúcspont x koordinátája, melynek behelyettesítésével megkapható az y koordináta is:
{\displaystyle \left({\frac {r_{1}+r_{2}}{2}},f\left({\frac {r_{1}+r_{2}}{2}}\right)\right).\!}
Az {\displaystyle x=h=-{\frac {b}{2a}}} függőleges egyenes a parabola tengelye.

### Analízis
Az {\displaystyle y=ax^{2}+bx+c} standard formájú másodfokú függvény szélsőértéke is meghatározható az {\displaystyle y=2ax+b} deriváltja segítségével. A függvény szélsőértéke ott van, ahol a derivált értéke nulla. A derivált elsőfokú, így egyetlen gyöke:
{\displaystyle x=-{\frac {b}{2a}}}
és a hozzá tartozó függvényérték:
{\displaystyle f(x)=a\left(-{\frac {b}{2a}}\right)^{2}+b\left(-{\frac {b}{2a}}\right)+c=c-{\frac {b^{2}}{4a}}\,\!,}
Ezzel újra a csúcspont koordinátáihoz jutunk:
{\displaystyle (h,k)=\left(-{\frac {b}{2a}},c-{\frac {b^{2}}{4a}}\right).}
{\displaystyle x=-{\frac {b}{2a}}}

## Az alapfüggvény jellemzése
A másodfokú függvény ({\displaystyle f(x)=x^{2}}) alapfüggvényének általános jellemzése:
- Értelmezési tartomány: {\displaystyle D_{f}:x\in \mathbb {R} }
- Értékkészlet: {\displaystyle R_{f}:y\in \mathbb {R} ^{+}\cup {0}}
- Szélsőértékek (extrémumok):
  - xmin = 0;
  - ymin = 0;
  - xmax = ∅;
  - ymax = ∅.
- Zérushelyek: {\displaystyle x_{1}=0}
- Monotonitás:
  - {\displaystyle f(x)} szigorúan monoton csökkenő az {\displaystyle x\in ]-\infty ;0[} nyílt intervallumon;
  - {\displaystyle f(x)} szigorúan monoton növekvő az {\displaystyle x\in ]0;+\infty [} nyílt intervallumon.
- Paritás: páros függvény.
- Korlátosság: alulról korlátos.
- Előjeles alakulás:
  - {\displaystyle f(x)>0} (vagyis {\displaystyle f(x)} pozitív) az {\displaystyle x\in \mathbb {R} } tartományban;
  - {\displaystyle f(x)=0}, ha {\displaystyle x=0}
  - {\displaystyle f(x)<0} (vagyis {\displaystyle f(x)} negatív) az {\displaystyle x\in \emptyset } tartományban (tehát az alapfüggvény sehol sem negatív).
- Folytonosság: a folytonosság fennáll.
- Inflexiós pont(ok):

f ''(x0) = 0.
A fenti egyenlet megoldása során ellentmondást kapunk, mivel 2 ≠ 0, így kijelenthető, hogy a függvénynek nincs inflexiós pontja.
- Konvexitás: az inflexiós pont következménye, hogy a függvény konvex az értelmezési tartomány egészén.
- Deriváltjai:
  - {\displaystyle f'(x)=2x}.
  - {\displaystyle f''(x)=2}.
  - {\displaystyle f'''(x)=0}.

## A másodfokú függvények analízise általánosítva
- Extrémumok (lokális szélsőértékek definiálása): ha a négyzetes tag együtthatója ({\displaystyle a}) pozitív, úgy a függvénynek lokális minimuma van, ha {\displaystyle a} negatív, akkor a függvény maximummal rendelkezik.
- Zérushelyek:
  - száma a diszkriminánstól függ (lásd Zérushelyek száma alfejezet)
  - ha a függvénynek vannak zérushelyei, azokat az {\displaystyle x_{1,2}={\frac {-b\pm {\sqrt {b^{2}-4ac\ }}}{2a}}} képlet adja meg (lásd a Másodfokú egyenlet szócikket).
  - a gyökök abszolútértéke nem nagyobb, mint {\displaystyle {\frac {\max(|a|,|b|,|c|)}{|a|}}\times \phi ,\,}, ahol {\displaystyle \phi } az {\displaystyle {\frac {1+{\sqrt {5}}}{2}}.} aranymetszés.[1]
- Paritás:
  - Ha az ordinátatengelyre szimmetrikus a grafikon, akkor páros: ez másodfokú függvénynél akkor és csak akkor fordulhat elő, ha {\displaystyle b=0}.
  - A függvény páratlan paritása kizárt.
  - Ha aszimmetrikus, akkor nyilván nem páros és nem páratlan.
- Korlátosság: a függvény lokális szélsőértékeivel hozható összefüggésbe: ha a függvénynek minimuma van: alulról korlátos; ha maximuma van: felülről korlátos.
- Előjeles alakulás:

Ahol a függvény grafikonja az {\displaystyle x} tengely alatt helyezkedik el, ott negatív, ahol felette, ott pozitív értékeket vesz fel.
- Monotonitás:

A függvény szigorú monotonitását azon az {\displaystyle x\in ]a;b[} nyílt intervallumon értelmezzük, ahol az intervallum egyik szélsőértéke a {\displaystyle -\infty }; másik pedig maga a lokális szélsőérték abszcissza tengelyről leolvasható helye.
- Folytonosság:

A másodfokú elemi függvény mindig folytonos (amennyiben nem rendelkezik hézagponttal és nincs ezzel járó szakadása).
- Inflexiós pont(ok) és derivált:

Egyetlen másodfokú függvénynek sincs inflexiós pontja sehol sem, mivel a hatványfüggvényekre vonatkozó {\displaystyle \left(x^{n}\right)'=nx^{n-1}} deriválási szabály szerint az n=2 másodfokú függvény deriváltja mindig konstans, mely ellentmondást eredményez az f"(x)=0 egyenlet megoldása során.
- Konvexitás:

A függvény az értelmezési tartomány egészén konvex vagy konkáv annak függvényében, hogy a másodfokú tag együtthatója pozitív vagy negatív.

## A másodfokú függvények négyzetgyöke
A másodfokú függvények négyzetgyöke különböző kúpszeleteket írhat le, jellemzően hiperbolát vagy ellipszist.
Ha {\displaystyle a>0\,\!}, akkor az {\displaystyle y=\pm {\sqrt {ax^{2}+bx+c}}} egyenlet hiperbolát ír le. A tengelyek iránya az {\displaystyle y_{p}=ax^{2}+bx+c\,\!} egyenletű parabola minimumpontjának ordinátájától függ. Ha ez negatív, akkor a hiperbola főtengelye vízszintes, ha pozitív, akkor függőleges.
Ha {\displaystyle a<0\,\!}, akkor az {\displaystyle y=\pm {\sqrt {ax^{2}+bx+c}}} egyenlet ellipszist, vagy üres ponthalmazt ír le. Speciális esetként kör is lehet.  Ez attól függ, hogy az {\displaystyle y_{p}=ax^{2}+bx+c\,\!} parabola maximumpontjának ordinátája milyen előjelű. Ha pozitív, akkor van ellipszis, ha negatív, akkor nincs.

## Kétváltozós másodfokú függvény
Egy kétváltozós másodfokú függvény alakja 
{\displaystyle f(x,y)=Ax^{2}+By^{2}+Cx+Dy+Exy+F\,\!}
ahol A, B, C, D, E rögzített együtthatók, és F konstans tag. Grafikonja másodrendű felület, melynek metszete az {\displaystyle z=0\,\!} síkkal kúpszelet. Így lesz a kúpszeletek egyenlete kétváltozós.
- Ha {\displaystyle 4AB-E^{2}<0\,}, akkor a függvény képe hiperbolikus paraboloid, szélsőértékek nincsenek.
- Ha {\displaystyle 4AB-E^{2}>0\,}, akkor a függvény képe elliptikus paraboloid. A függvénynek minimuma van, ha A>0, és maximuma, ha A<0. Jelölje a szélsőérték helyét és értékét {\displaystyle (x_{m},y_{m})\,}, ekkor:

- {\displaystyle x_{m}=-{\frac {2BC-DE}{4AB-E^{2}}},}
- {\displaystyle y_{m}=-{\frac {2AD-CE}{4AB-E^{2}}}.}

- Ha {\displaystyle 4AB-E^{2}=0\,} és {\displaystyle DE-2CB=2AD-CE\neq 0\,} akkor a függvény képe parabolikus henger, szélsőértékek nincsenek.
- Ha {\displaystyle 4AB-E^{2}=0\,} és {\displaystyle DE-2CB=2AD-CE=0\,} akkor a függvény képe parabolikus henger, és szélsőértékét egy egyenes mentén veszi fel. Ez minimum, ha A>0, és maximum, ha A<0.

## Fordítás
Ez a szócikk részben vagy egészben  a   Quadratic function című angol Wikipédia-szócikk fordításán alapul.  Az eredeti cikk szerkesztőit annak laptörténete sorolja fel. Ez a jelzés csupán a megfogalmazás eredetét és a szerzői jogokat jelzi, nem szolgál a cikkben szereplő információk forrásmegjelöléseként.